# Космурун (рудник)
Космурун (рудник) – гірничодобувне підприємство у Абайській області Казахстану, створене для розробки однойменного мідного родовища (із попутним видобутком цинку, золота та срібла).
Родовище виявили ще в 1939 – 1941 роках, проте введення в розробку припало лише на 2006 рік. Тоді тут запустили кар’єр, видобута в якому руда спрямовувалась на Карагайлинську та Миколаївську збагачувальні фабрики. За 9 місяців 2008-го з Космурун отримали 299 тисяч тон руди. Втім, після проведеного у тому ж 2008 році обстеження стійкості бортів кар’єру видобуток довелось перервати і кар’єр потрапив у довгострокову консервацію.
Є плани знову ввести рудник в експлуатацію в середині 2020-х років, що дало б можливість компенсувати падіння видобутку на інших родовищах, які працюють з Карагійлинською фабрикою. Залишкові запаси руди на Кусмурун оцінюються у 18 млн тон, що при проектній річній потужності у 1 млн тон надало б можливість вести роботи ще не менш ніж 18 років (без урахування приросту запасів унаслідок кращого вивчення родовища). При цьому планується розробляти Кусмурун відкритим способом не більше ніж два роки, після чого перейти на підземний та дістатись до покладів за допомогою спорудження транспортного ухилу та шахти.
Правами на розробку Космурун володіє корпорація «Казахмис».